# Browning BDA
Browning Hi-Power BDA je poluautomatski pištolj kojeg je razvio belgijski FN Herstal tijekom ranih 80-ih. Sudjelovao na američkom natječaju za nabavu novog standardnog pištolja za potrebe domaćih oružanih snaga. Na njemu je u konačnici pobijedila Beretta sa svojim modelom 92F koji se u SAD-u licencno proizvodi kao M9. S druge strane, HP-DA je danas u službi finske vojske.
Pištolj je modificirana verzija Browningovog Hi-Powera te se razlikuje po ergonomskim promjenama koje su uvedene zbog vojnih zahtjeva. Oznaka pištolja u Europi je HP-DA.

## Inačice
- BDA ili BDA-9S (osnovni model),
- BDAM ili BDA-9M (srednji model),
- BDAC ili BDA-9C (kompaktni model namijenjen osoblju ratnog zrakoplovstva).

## Korisnici
- Finska: standardni pištolj finskih oružanih snaga gdje nosi oznake 9.00 PIST 80 i 9.00 PIST 80-91.[1]

## Vanjske poveznice
- World.guns.ru - Browning DA / FN HP-DA / BDA9 / BDAO (Belgium)